# Roseoblemma
Roseoblemma là một chi bướm đêm thuộc họ Erebidae.